# Syzygium nummularium
Syzygium nummularium là một loài thực vật có hoa trong Họ Đào kim nương. Loài này được Airy Shaw miêu tả khoa học đầu tiên năm 1949.